# Veld
Veld (eller Veldt) er en landskabsform med åbent steppeland i Sydafrika og enkelte andre steder i det sydlige Afrika.
Ordet kommer fra afrikaans (og kom dertil fra hollandsk) og betyder egentlig slette. Den primære betydning er flade arealer dækket med græs eller lave buske og krat. Denne primærbetydning dækker imidlertid ikke alle de betydninger, som ligger i ordet. Velden kan sammenlignes med den australske bushen, den argentinske pampassen eller den nordamerikanske prærie, og kan således også oversættes med udmark, eller endog repræsentere en form for mental geografi.